# فرودگاه آبی دریاچه آرمسترانگ
فرودگاه آبی دریاچه آرمسترانگ (به انگلیسی: Armstrong/Waweig Lake Water Aerodrome) یک فرودگاه همگانی است که یک باند فرود آب دارد. این فرودگاه در کشور کانادا قرار دارد و در ارتفاع ۳۱۲ متری از سطح دریا واقع شده‌است.